# Maxime Luycx
Maxime Luycx (Brussel, 18 september 1982) is een Belgisch hockeyer. 

## Levensloop
Hij speelt voor Waterloo Ducks te Waterloo als middenvelder.
In 2001 won hij de Gouden Stick van de Belgische hockeybond bij de beloften en in 2003 bij de heren. 
Met het nationaal team werd hij 9de op de Olympische Spelen van 2008 in Beijing. Als aanvoerder nam hij deel aan de Olympische Spelen van 2012 in Londen waar hij met het team 5e werd. Bij het begin van de Spelen had hij 317 caps. 